# Liolaemus salinicola
Liolaemus salinicola är en ödleart som beskrevs av  Laurent 1986. Liolaemus salinicola ingår i släktet Liolaemus och familjen Tropiduridae. Inga underarter finns listade i Catalogue of Life.